# Wildberg (Vorpommern)
Wildberg ist eine Gemeinde im Landkreis Mecklenburgische Seenplatte. Sie liegt nördlich von Neubrandenburg. Sie ist Teil des Amtes Treptower Tollensewinkel mit Sitz in Altentreptow.

## Geografie und Verkehr
Wildberg liegt etwa 18 km nordwestlich von Neubrandenburg und zehn Kilometer südwestlich von Altentreptow. Die Bundesstraße 104 verläuft südlich der Gemeinde. Sie ist von der Bundesautobahn 20 über den Anschluss Altentreptow zu erreichen. Der Westen der Gemeinde grenzt an den Kastorfer See.

## Ortsteile
- Fouquettin
- Wildberg
- Wischershausen
- Wolkow

## Geschichte
Bis ins frühe 20. Jahrhundert gehörte Wildberg zu Vorpommern.
Wildberg wurde im Jahr 1249 erstmals urkundlich erwähnt. Bis zum 1. Januar 2004 war die Gemeinde Teil des Amtes Kastorfer See.

## Wappen, Flagge, Dienstsiegel
Die Gemeinde verfügt über kein amtlich genehmigtes Hoheitszeichen, weder Wappen noch Flagge. Als Dienstsiegel wird das kleine Landessiegel mit dem Wappenbild des Landesteils Vorpommern geführt. Es zeigt einen aufgerichteten Greifen mit aufgeworfenem Schweif und der Umschrift „GEMEINDE WILDBERG • LANDKREIS MECKLENBURGISCHE SEENPLATTE“.

## Sehenswürdigkeiten
→ Siehe auch Liste der Baudenkmale in Wildberg (Vorpommern)
- Kastorfer See mit den Resten dreier ehemaliger slawischer Burgwälle aus dem 7. bis 12. Jahrhundert
- Kirche Wildberg, Backsteinkirche aus der zweiten Hälfte des 13. Jahrhunderts
- Kirche Wolkow, Kirche aus der zweiten Hälfte des 13. Jahrhunderts
- Gutshaus und Park im Wischershausen

## Kultur
Der Ortsteil Wischershausen war Drehort für den Dokumentarfilm „Am Ende der Milchstraße“. Der Film wurde zu einer Momentaufnahme einer stehengebliebenen Zeit.

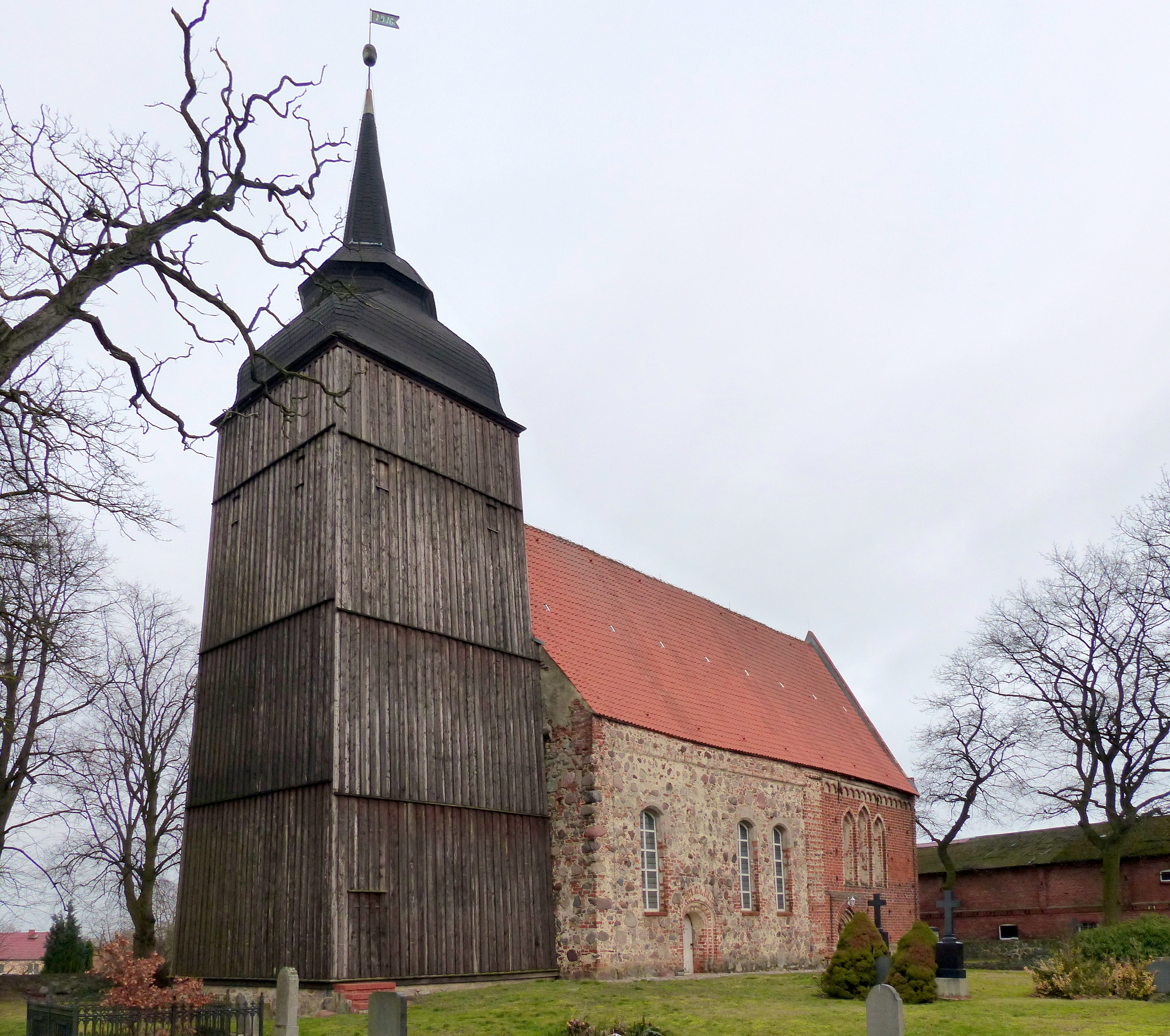
Kirche in Wildberg
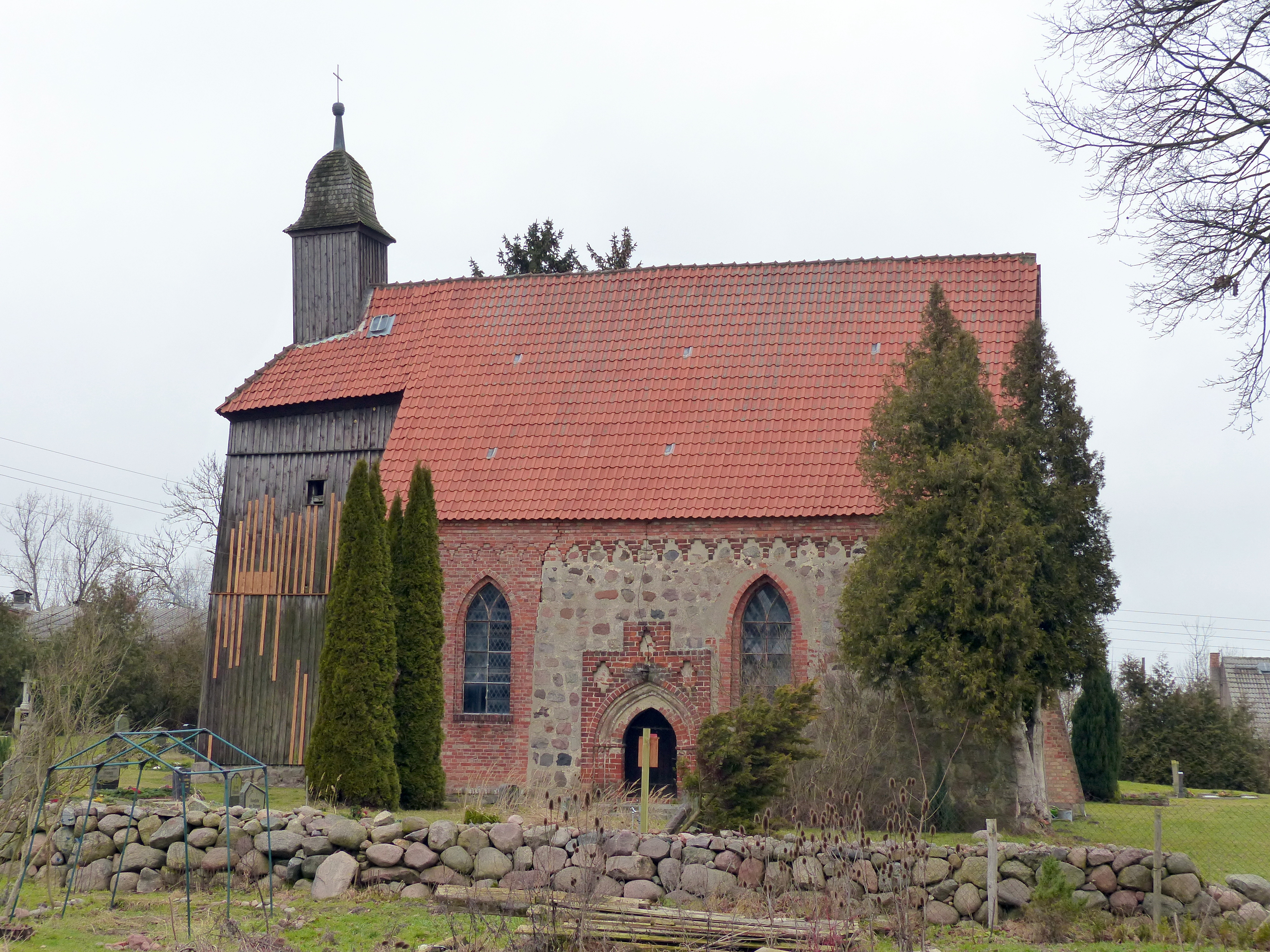
Kirche in Wolkow